# Lista celor mai înalte turnuri de răcire din lume

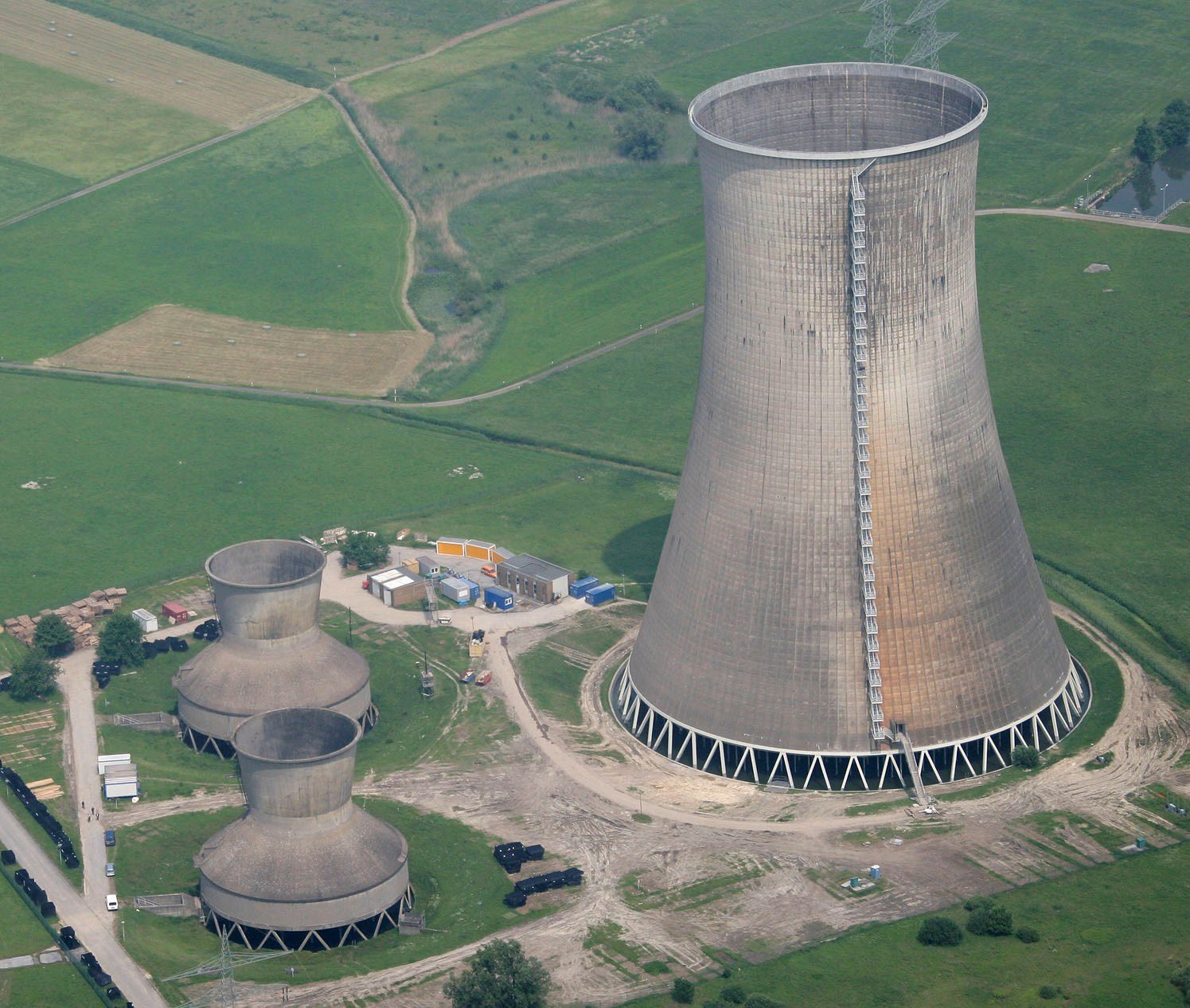
Turnuri de răcire cu tiraj forțat și turn de răcire cu tiraj natural la centrala electrică Westfalen din Germania

Lista celor mai înalte turnuri de răcire din lume clasifică cele mai înalte structuri cu utilizare îndustrială care au rolul de evacuare în atmosferă a căldurii reziduale generate de un sistem tehnologic închis, prin răcirea unui curent relativ cald de fluid de răcire (de obicei apă) provenit de la acesta.
În general, turnurile de răcire industriale de dimensiuni mari sunt asociate centralelor de generare a energiei electrice, instalațiilor de prelucrare a petrolului și gazelor naturale sau uzinelor chimice.
În tabel sunt incluse turnurile de răcire finalizate, atât cele existente cât și cele demolate, cu o înălțime de cel puțin 150 de metri. Ordinea este descrescătoare, în funcție de înălțime.
| Note: | Rândurile marcate cu culoare gri reprezintă turnurile de răcire care au fost demolate |

| Imagine | Nume | Tip               | Țară          | Oraș                                 | Înălțime (m) | An                     | Observații | Note                 |
|         | |                   |               |                                      |              |                        | |                      |
| ------- | --- | ----------------- | ------------- | ------------------------------------ | ------------ | ---------------------- | --- | -------------------- |
|         | Centrala electrică Shenneng Anhui Pingshan (în chineză: 申能安徽平山电厂, transliterat:Shēn néng ānhuī píngshān diànchǎng)  | termocentrală     | China         | Huaibei, Anhui                       | 210          | 2020                   | | [ 1 ]                |
|         | Centrala electrică Kalisindh [2 turnuri] (în hindi कालीसिंध थर्मल पावर प्लांट को, transliterat: Kaaleesindh tharmal paavar plaant ko) | termocentrală     | India         | Jhalawar, Rajasthan                  | 202          | 2012                   | | [ 2 ] [ 3 ]          |
|         | Centrala electrică Niederaussem (în germană Kraftwerk Niederaußem)                                                          | termocentrală     | Germania      | Bergheim                             | 200          | 2002                   | Unitatea K | [ 4 ]                |
|         | Centrala electrică Vogtle (în engleză Vogtle Electric Generating Plant)                                                     | centrală nucleară | Statele Unite | Burke County, Georgia                | 183          | 2022                   | Unitățile 3 și 4 | [ 5 ]                |
|         | Centrala electrică Duisburg-Walsum (în germană Kraftwerk Duisburg-Walsum)                                                   | termocentrală     | Germania      | Duisburg                             | 181          | 2008                   | Unitatea 10 | [ 6 ]                |
|         | Centrala nucleară THTR-300 (în germană Kernkraftwerk THTR-300)                                                              | centrală nucleară | Germania      | Hamm-Uentrop                         | 181          | 1985                   | Cel mai înalt turn de răcire construit din oțel, a fost demolat în 1991, reprezentând cel mai înalt turn de răcire demolat                | [ 7 ]                |
|         | Centrala electrică Bełchatów (în poloneză Elektrownia Bełchatów)                                                            | termocentrală     | Polonia       | Belchatow                            | 180          | 2011                   | Unitatea nou construită | [ 8 ]                |
|         | Centrala nucleară Civaux [2 turnuri] (în franceză Centrale nucléaire de Civaux)                                             | centrală nucleară | Franța        | Civaux                               | 179,5        | 1996                   | Diametrul bazei: 153 m | [ 9 ] [ 10 ]         |
|         | Centrala nucleară Golfech [2 turnuri] (în franceză Centrale nucléaire de Golfech)                                           | centrală nucleară | Franța        | Golfech                              | 178,5        | 1991, 1994             | Unitățile 1 și 2 Diametrul bazei: 146 m                                                                                                   | [ 11 ] [ 12 ]        |
|         | Centrala electrică Datteln (în germană Kraftwerk Datteln)                                                                   | termocentrală     | Germania      | Datteln                              | 178          | 2009                   | Unitatea 4 | [ 13 ]               |
|         | Centrala electrică Lippendorf [2 turnuri] (în germană Kraftwerk Lippendorf)                                                 | termocentrală     | Germania      | Lippendorf, Neukieritzsch            | 174,5        | 1999                   | Unitățile R și S | [ 14 ] [ 15 ] [ 16 ] |
|         | Centrala electrică Neurath [2 turnuri] (în germană Kraftwerk Neurath)                                                       | termocentrală     | Germania      | Grevenbroich                         | 173          | 2012                   | Unitățile F și G (BoA 2 și 3) | [ 17 ]               |
|         | Centrala nucleară Chooz [2 turnuri] (în franceză Centrale nucléaire de Chooz)                                               | centrală nucleară | Franța        | Chooz                                | 172          | 1996                   | Unitățile 1 și 2 Diametrul bazei: 153 m                                                                                                   | [ 18 ] [ 19 ]        |
|         | Centrala nucleară Novovoronej [2 turnuri] (în rusă Нововоронежская АЭС, transliterat: Novovoronejskaia AIeS)                | centrală nucleară | Rusia         | Regiunea Voronej                     | 171          | 2013, 2014             | Unitățile 6 și 7 | [ 20 ]               |
|         | Centrala nucleară Doel [2 turnuri] (în neerlandeză Kerncentrale Doel)                                                       | centrală nucleară | Belgia        | Beveren                              | 169          | 1975                   | | [ 21 ]               |
|         | Centrala nucleară Callaway (în engleză Callaway Nuclear Generating Station)                                                 | centrală nucleară | Statele Unite | Fulton, Comitatul Callaway, Missouri | 169          | 1984                   | Diametrul bazei: 131 m | [ 22 ]               |
|         | Centrala electrică Alvin W. Vogtle [2 turnuri] (în engleză Alvin W. Vogtle Electric Generating Plant)                       | centrală nucleară | Statele Unite | Waynesboro, Comitatul Burke, Georgia | 167          | 1976                   | | [ 23 ]               |
|         | Centrala nucleară Leningrad (în rusă Ленинградская АЭС, transliterat: Leningradskaia AIeS)                                  | centrală nucleară | Rusia         | Regiunea Leningrad                   | 167          | 2018                   | Unitatea II-2 | [ 24 ]               |
|         | Centrala electrică Westfalen [2 turnuri] (în germană Kraftwerk Westfalen)                                                   | termocentrală     | Germania      | Hamm, Renania de Nord-Westfalia      | 166          | 2009                   | Unitățile D și E | [ 25 ] [ 26 ]        |
|         | Centrala nucleară Nine Mile Point (în engleză Nine Mile Point Nuclear Generating Station)                                   | centrală nucleară | Statele Unite | Scriba, New York                     | 165,5        | 1988                   | Unitatea 2 | [ 27 ]               |
|         | Centrala nucleară Belleville [2 turnuri] (în franceză Centrale nucléaire de Belleville)                                     | centrală nucleară | Franța        | Belleville-sur-Loire                 | 165          |                        | Unitățile 1 și 2 Diametrul bazei: 147 m                                                                                                   | [ 28 ] [ 29 ]        |
|         | Centrala nucleară Cattenom [4 turnuri] (în franceză Centrale nucléaire de Cattenom)                                         | centrală nucleară | Franța        | Cattenom, Moselle                    | 165          |                        | Unitățile 1-4 Diametrul bazei: 205 m | [ 30 ]               |
|         | Centrala nucleară Dampierre [4 turnuri] (în franceză Centrale nucléaire de Dampierre)                                       | centrală nucleară | Franța        | Dampierre-en-Burly                   | 165          |                        | Unitățile 1-4 Diametrul bazei: 131 m | [ 31 ]               |
|         | Centrala nucleară Nogent [2 turnuri] (în franceză Centrale nucléaire de Nogent)                                             | centrală nucleară | Franța        | Nogent-sur-Seine                     | 165          |                        | Unitățile 1 și 2 Diametrul bazei: 147 m                                                                                                   | [ 32 ] [ 33 ]        |
|         | Centrala nucleară Mülheim-Kärlich (în germană Kernkraftwerk Mülheim-Kärlich)                                                | centrală nucleară | Germania      | Mülheim-Kärlich                      | 162          | 1978                   | Turnul de răcire a fost demolat în 2019                                                                                                   | [ 34 ] [ 35 ]        |
|         | Centrala electrică Robert W. Scherer [4 turnuri] (în engleză Robert W. Scherer Power Plant)                                 | termocentrală     | Statele Unite | Juliette, Georgia                    | 161,5        | 1982, 1984, 1987, 1989 | Unitățile 1, 2, 3 și 4 | [ 36 ]               |
|         | Centrala electrică Trianel Lünen-Stummhafen (în germană Trianel Kernkraftwerk Lünen-Stummhafen)                             | termocentrală     | Germania      | Lünen                                | 160          | 2009                   | | [ 37 ]               |
|         | Centrala nucleară Gundremmingen [2 turnuri] (în germană Kernkraftwerk Gundremmingen)                                        | centrală nucleară | Germania      | Gundremmingen                        | 160          | 1984                   | Unitățile 1 și 2 | [ 38 ] [ 39 ]        |
|         | Centrala nucleară Ascó (în spaniolă Central nuclear de Ascó                                                                 | centrală nucleară | Spania        | Ascó, Catalonia                      | 160          | 1984                   | Diametrul bazei: 120 m | [ 40 ]               |
|         | Centrala nucleară Cruas [4 turnuri] (în franceză Centrale nucléaire de Cruas)                                               | centrală nucleară | Franța        | Cruas                                | 155          |                        | Diametrul bazei: 132 m | [ 41 ]               |
|         | Centrala nucleară Temelín [4 turnuri] (în cehă Jaderná elektrárna Temelín)                                                  | centrală nucleară | Cehia         | Temelín, Regiunea Boemia de Sud      | 155          | 1988                   | | [ 42 ]               |
|         | Centrala nucleară Watts Bar [2 turnuri] (în engleză Watts Bar Nuclear Plant)                                                | centrală nucleară | Statele Unite | Comitatul Rhea, Tennessee            | 154,8        | 1977                   | Diametrul bazei: 123 m. Chiar dacă turnurile au fost finalizate în 1977, unitatea 1 a intrat în funcțiune în 1996, iar unitatea 2 în 2016 | [ 43 ]               |
|         | Centrala electrică Brayton Point [2 turnuri] (în engleză Brayton Point Power Station)                                       | termocentrală     | Statele Unite | Somerset, Massachusetts              | 152,4        | 2009                   | Turnurile au fost demolate în 2019, reprezentând cele mai înalte turnuri de răcire din beton demolate prin implozie                       | [ 44 ]               |
|         | Centrala nucleară Trojan [2 turnuri] (în engleză Trojan Nuclear Power Plant)                                                | centrală nucleară | Statele Unite | Prescott, Oregon                     | 152,1        | 1976                   | Turnurile au fost demolate în 2006 | [ 45 ] [ 46 ]        |